# Манифест футуризма

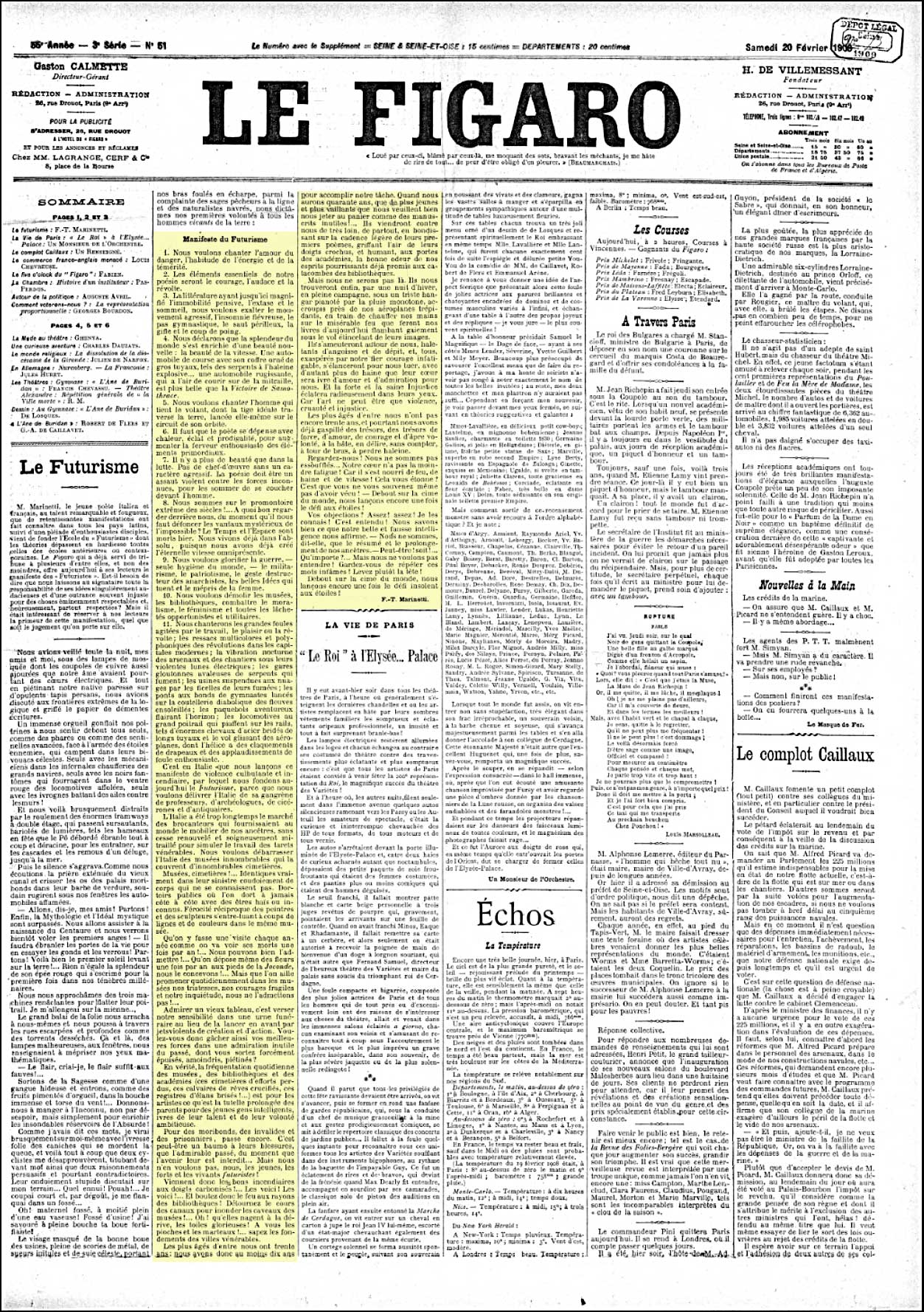
Первая страница газеты «Фигаро» от 20 февраля 1909 года, где был напечатан манифест

Манифест футуризма (полное название «Обоснование и манифест футуризма») — основополагающий документ футуристического движения, сформировавшегося в европейском искусстве в начале XX века. Опубликован Филиппо Томмазо Маринетти 5 февраля 1909 года в газете Gazzetta dell’Emilia в Болонье, а затем в виде платного объявления — на первой странице французской газеты «Фигаро» 20 февраля 1909 года. Манифест итальянского футуризма считается одним из программных текстов классического модернизма.

## Содержание
Манифест провозглашал культ будущего и разрушение прошлого. В нём восхвалялись движение вперёд, стремление к скорости, бесстрашие и т. д. Отвергались страхи и пассивность. Отрицались логические и синтаксические связи и правила. Манифест состоял из двух частей: текста-вступления и программы, включавшей одиннадцать основополагающих тезисов.
Текст манифеста настаивает на том, что старое традиционное искусство не способно к обновлению, не способно к созданию новых продуктивных форм. Его основные положения являются сопротивлением обывательскому сознанию. Манифест утверждает прогресс важным художественным символом и настаивает на создании новой концепции красоты. Текст Маринетти лёг в основу представлений об универсальном динамизме, получившим распространение в рамках художественной системы — прежде всего в живописи.
Манифест итальянского футуризма можно считать реакцией на слабость итальянского искусства второй половины XIX века и пассивность европейского интеллектуального класса. Изначальной целью манифеста было представление Италии современной державой, где помимо исторического наследия Возрождения существует современная культура. Символами современности футуристический манифест объявлял движение, скорость, индустрию и машинерию. Положения манифеста часто представляют как пример романтического идеализма.

## Основные тезисы манифеста
- Мы намерены воспеть любовь к опасности, привычку к энергии и бесстрашию.
- Мужество, отвага и бунт будут основными чертами нашей поэзии.
- До сих пор литература восхваляла задумчивую неподвижность, экстаз и сон. Мы намерены воспеть агрессивное действие, лихорадочную бессонницу, бег гонщика, смертельный прыжок, удар кулаком и пощёчину.
- Мы утверждаем, что великолепие мира обогатилось новой красотой — красотой скорости. Гоночная машина, капот которой, как огнедышащие змеи, украшают большие трубы; ревущая машина, мотор которой работает как на крупной картечи, — она прекраснее, чем статуя Ники Самофракийской.
- Мы хотим воспеть человека у руля машины, который метает копьё своего духа над Землёй, по её орбите.
- Поэт должен тратить себя без остатка, с блеском и щедростью, чтобы наполнить восторженную страсть первобытных стихий.
- Красота может быть только в борьбе. Никакое произведение, лишённое агрессивного характера, не может быть шедевром. Поэзию надо рассматривать как яростную атаку против неведомых сил, чтобы покорить их и заставить склониться перед человеком.
- Мы стоим на последнем рубеже столетий!.. Зачем оглядываться назад, если мы хотим сокрушить таинственные двери Невозможного? Время и Пространство умерли вчера. Мы уже живём в абсолюте, потому что мы создали вечную, вездесущую скорость.
- Мы будем восхвалять войну — единственную гигиену мира, милитаризм, патриотизм, разрушительные действия освободителей, прекрасные идеи, за которые не жалко умереть, и презрение к женщине.
- Мы разрушим музеи, библиотеки, учебные заведения всех типов, мы будем бороться против морализма, феминизма, против всякой оппортунистической или утилитарной трусости.
- Мы будем воспевать огромные толпы, возбуждённые работой, удовольствием и бунтом; мы будем воспевать многоцветные, многозвучные приливы революции в современных столицах; мы будем воспевать дрожь и ночной жар арсеналов и верфей, освещённых электрическими лунами; жадные железнодорожные вокзалы, поглощающие змей, разодетых в перья из дыма; фабрики, подвешенные к облакам кривыми струями копоти; мосты, подобно гигантским гимнастам, оседлавшие реки и сверкающие на солнце блеском ножей; пытливые пароходы, пытающиеся проникнуть за горизонт; неутомимые паровозы, чьи колёса стучат по рельсам, словно подковы огромных стальных лошадей, обузданных трубами; и стройное звено самолётов, чьи пропеллеры, словно транспаранты, шелестят на ветру и, как восторженные зрители, шумом выражают своё одобрение.

Оригинальный текст (итал.)
- Noi vogliamo cantare l'amor del pericolo, l'abitudine all'energia e alla temerità.
- Il coraggio, l'audacia, la ribellione, saranno elementi essenziali della nostra poesia.
- La letteratura esaltò fino ad oggi l'immobilità pensosa, l'estasi e il sonno. Noi vogliamo esaltare il movimento aggressivo, l'insonnia febbrile, il passo di corsa, il salto mortale, lo schiaffo ed il pugno.
- Noi affermiamo che la magnificenza del mondo si arricchita di una bellezza nuova: la bellezza della velocità. Un automobile da corsa col suo cofano adorno di grossi tubi simili a serpenti dall'alito esplosivo... un automobile ruggente, che sembra correre sulla mitraglia, pi bello della Vittoria di Samotracia.
- Noi vogliamo inneggiare all'uomo che tiene il volante, la cui asta ideale attraversa la Terra, lanciata a corsa, essa pure, sul circuito della sua orbita.
- Bisogna che il poeta si prodighi, con ardore, sfarzo e munificenza, per aumentare l'entusiastico fervore degli elementi primordiali.
- Non vè' più bellezza, se non nella lotta. Nessuna opera che non abbia un carattere aggressivo puo essere un capolavoro. La poesia deve essere concepita come un violento assalto contro le forze ignote, per ridurle a prostrarsi davanti all'uomo.
- Noi siamo sul promontorio estremo dei secoli!... Perchè dovremmo guardarci alle spalle, se vogliamo sfondare le misteriose porte dell'Impossibile? Il Tempo e lo Spazio morirono ieri. Noi viviamo gi nell'assoluto, poichè abbiamo gi creata l'eterna velocità onnipresente.
- Noi vogliamo glorificare la guerra — sola igiene del mondo — il militarismo, il patriottismo, il gesto distruttore dei libertari, le belle idee per cui si muore e il disprezzo della donna.
- Noi vogliamo distruggere i musei, le biblioteche, le accademie d'ogni specie, e combattere contro il moralismo, il femminismo e contro ogni viltà opportunistica o utilitaria.
- Noi canteremo le grandi folle agitate dal lavoro, dal piacere o dalla sommossa: canteremo le maree multicolori o polifoniche delle rivoluzioni nelle capitali moderne; canteremo il vibrante fervore notturno degli arsenali e dei cantieri incendiati da violente lune elettriche; le stazioni ingorde, divoratrici di serpi che fumano; le officine appese alle nuvole pei contorti fili dei loro fumi; i ponti simili a ginnasti giganti che scavalcano i fiumi, balenanti al sole con un luccichio di coltelli; i piroscafi avventurosi che fiutano l'orizzonte, le locomotive dall'ampio petto, che scalpitano sulle rotaie, come enormi cavalli d'acciaio imbrigliati di tubi, e il volo scivolante degli aeroplani, la cui elica garrisce al vento come una bandiera e sembra applaudire come una folla entusiasta.

## Критика
Несмотря на идеалистические представления о романтической программе футуристического манифеста, практически сразу он стал предметом широкой критики. В частности, о футуризме негативно отзывался немецкий философ и психоаналитик Эрих Фромм. Он полагал, что в Манифесте футуризма проявляется дух агрессии, интерес к деструктивному, неживому, механическому, которые Фромм считал одной из форм проявления некрофилии. К деструктивным элементам и признакам Фромм относил прославление войны, разрушение культуры, одушевление машин, прославление скорости, обожествление техники (локомотивов и самолётов), ненависть к женщинам.

## Манифест на практике
Текст и идеи манифеста легли в основу масштабного художественного движения, связанного с обновлением искусства и попытками придать ему новую форму. Манифест итальянского футуризма стал этапным моментом формирования европейского модернизма. Тезисы Маринетти были положены в основу европейского футуризма — явления, которое затрагивало не только изобразительное искусство и литературу, но и систему мышления, философию общественную деятельность и т. д. Текст манифеста рассматривался как возможная основа обновлённой художественной системы. В более широком смысле, принципы манифеста рассматривались как основа нового, устремлённого в будущее общества. Идеи футуристического манифеста активно использовались в рамках Русской революции 1917 года.
Идеи манифеста нашли поддержку в идеологии национал-социализма и были реализованы в начале Второй мировой войны.

## Другие манифесты
Написанный Маринетти манифест был сосредоточен на идеологии нового искусства, на попытке сформулировать его новые принципы и, прежде всего, был посвящён необходимости нового мышления и мировоззрения. В последующие годы футуристические манифесты появились в разных странах и применительно к разным направлениям искусств.
В 1910 году был написан Манифест футуристической живописи. Его автором выступил итальянский художник Умберто Боччони. Манифест поддержали другие итальянские художники-футуристы: Карло Карра, Джино Северини, Джакомо Балла и Луиджи Руссоло. Художники-футуристы видели в идеях Маринетти возможность обновления искусства и создания новой художественной традиции. Итальянский живописный футуризм считается одной из форм классического модернизма.
В 1912 году Маринетти написал Технический манифест футуристической литературы, который был посвящён стилю и принципам новой литературы. В 1916 году Маринетти с единомышленниками обнародовали манифест «Футуристический кинематограф», призывавший обновить киноэстетику, отказаться от «театральщины». В 1933 году Маринетти и поэт Пино Масната выпустили «Радиа. Футуристический манифест».
Первый манифест русских футуристов был написан в 1912 году и воспроизводил идеи и структуру итальянского текста: сначала были изложены общие положения, затем шли основные тезисы. Текст был опубликован под названием «Пощёчина общественному вкусу», его подписали поэты Давид Бурлюк, Александр Кручёных и Владимир Маяковский. Манифест русского футуризма, по сути, был новой литературной программой. Он был посвящён возможностям нового языка и оказался сосредоточен на идеологии и технике создания текста.
Одна из форм создания футуристических манифестов — творческие встречи и выступления перед публикой. Футуристы зачитывали отдельные пункты со сцены, сопровождая чтение действием. Иногда форму представления футуристических манифестов считают прототипом художественных движений, связанных с акционизмом: дадаизм, флуксус, хеппенинг и т. д. Резкие споры в процессе оглашения манифестов придавала футуризму скандальную известность и славу.